# یواس‌اس کید (دی‌دی-۶۶۱)
یواس‌اس کید (دی‌دی-۶۶۱) (به انگلیسی: USS Kidd (DD-661)) یک کشتی است که طول آن ۳۷۶ فوت (۱۱۵ متر) می‌باشد. این کشتی در سال ۱۹۴۳ ساخته شد.